# Конвенція про ліквідацію всіх форм дискримінації щодо жінок
Конвенція про ліквідацію всіх форм дискримінації щодо жінок (Convention on the Elimination of all Forms of Discrimination Against Women, CEDAW) — міжнародний договір, прийнятий в 1979 році Генеральною Асамблеєю Організації Об'єднаних Націй.
Описується як міжнародний «білль про права» для жінок. Договір укладений 3 вересня 1981 року і ратифікований 189 державами. Більше 50 країн ратифікували Конвенцію з урахуванням певних заяв, застережень і заперечень, у тому числі 38 країн, які відкинули виконання статті 29, де розглядаються засоби врегулювання спорів, що стосуються тлумачення або застосування Конвенції. В заяві Австралії зазначені обмеження центральної державної влади в результаті її федеративної конституційної системи. США і Палау підписали, але не ратифікували договір. Святий престол, Іран, Сомалі, Судан і Тонга не підписали Конвенцію.
Україна підписала Конвенцію 17 липня 1980 року, ратифікувала її — 19 грудня 1980 року; Факультативний протокол Конвенції ратифікувала 5 червня 2003 року.

## Конвенція

### Структура
За форматом подібна до Конвенції про ліквідацію всіх форм расової дискримінації, «як з точки зору обсягу матеріальних зобов'язань, так і щодо механізмів міжнародного моніторингу». Конвенція складається з 30 статей в шістьох частинах.
- Частина I (статті 1-6) спрямована на недопущення дискримінації, гендерних стереотипів, торгівлі жінками та проституції.
- Частина II (статті 7-9) визначає права жінок у публічній сфері з акцентом на політичне життя, представництва та права на громадянство.
- Частина III (статті 10-14) описує економічні і соціальні права жінок, особливо у сфері освіти, зайнятості та охорони здоров'я. Також включає спеціальні засоби захисту для сільських жінок та проблем, з якими вони стикаються.
- Частина IV (статті 15 і 16) визначає право жінок на рівність у шлюбі і сімейному житті, право на рівність перед законом.
- Частина V (статті 17-22) засновує Комітет з ліквідації дискримінації жінок, а також процедуру звітності держав-учасниць.
- Частина VI (статті 23-30) описує вплив Конвенції на інші договори, зобов'язання держав-учасниць і адміністративне забезпечення Конвенції.

### Основні положення
Стаття 1 визначає дискримінацію жінок в наступних термінах:
Будь-яке розрізнення, виняток або обмеження за ознакою статі, яке має ефектом або ціллю ослаблення чи зведення нанівець визнання, користування або здійснення жінками, незалежно від їхнього сімейного стану, на основі рівноправності чоловіків і жінок, прав людини та основних свобод у політичній, економічній, соціальній, культурній, цивільній або будь-якій іншій області.
Стаття 2 зобов'язує держав-учасниць, які ратифікували Конвенцію, заявити про намір закріпити гендерну рівність в їх національному законодавстві, скасувати всі дискримінаційні положення у своєму законодавстві та прийняти нові положення, спрямовані на запобігання дискримінації жінок. Держави, що ратифікують Конвенцію, повинні також створити суди та державні установи, що гарантуватимуть ефективний захист жінок від дискримінації, і вжити заходів щодо ліквідації всіх форм дискримінації жінок окремими особами, організаціями і підприємствами.
Стаття 3 вимагає від держав-учасниць гарантувати основні права людини і основні свободи жінок «на основі рівності з чоловіками» у «політичній, соціальній, економічній та культурній сферах».
Стаття 4 зазначає, що «прийняття… спеціальних заходів, спрямованих на прискорення фактичної рівності між чоловіками та жінками, не вважається дискримінацією». Додається, що особливий захист материнства не вважаються дискримінацією за статтю.
Стаття 5 вимагає від держав-учасниць вжити заходів для усунення забобонів і звичаїв, заснованих на ідеї неповноцінності чи зверхності однієї із статей або стереотипності ролей чоловіків і жінок. Також держави-учасниці зобов'язуються «забезпечити… визнання спільної відповідальності чоловіків і жінок за виховання та розвиток своїх дітей.»
Стаття 6 зобов'язує держав-учасниць «вжити всіх доцільних заходів, включаючи законодавчі, для припинення всіх форм торгівлі жінками та експлуатації жінок у проституції».
Стаття 7 гарантує жінкам рівність у політичному і громадському житті з акцентом на рівність у голосуванні, участі в управлінні державою і участі в «неурядових організаціях і асоціаціях, що займаються проблемами громадського та політичного життя країни».
Стаття 8 передбачає, що держави-учасниці забезпечують жінкам рівні можливості представляти свої уряди на міжнародному рівні і брати участь у роботі міжнародних організацій."
Стаття 9 вимагає від держав-учасниць «надавати жінкам рівні з чоловіками права щодо набуття, зміни або збереження громадянства» та рівні права щодо громадянства їхніх дітей."
Стаття 10 вимагає рівних можливостей в освіті для учениць і заохочує спільне навчання дівчаток і хлопчиків. Також стаття забезпечує рівний доступ до спорту в навчанні, стипендій і грантів і вимагає «скорочення 'відсіву студенток/учениць' (female students' drop out rates).»
Стаття 11 визначає право на працю для жінок як «невід'ємне право всіх людей». Стаття вимагає рівної оплати за рівну працю, права на соціальне забезпечення, оплачуваної відпустку і декретної відпустки «з оплатою або аналогічними соціальними виплатами без втрати попереднього місця роботи, трудового стажу або соціальної допомоги.» Звільнення в зв'язку з материнством, вагітністю або шлюбним статусом має унеможливлюватись санкціями.
Стаття 12 створює зобов'язання держав-учасниць «вживати всіх доцільних заходів для ліквідації дискримінації жінок у галузі охорони здоров'я, з тим щоб забезпечити… доступ до медичних послуг, в тому числі тих, що стосуються планування сім'ї.»
Стаття 13 гарантує рівність для жінок "в економічному та соціальному житті, " особливо щодо «права на сімейні пільги, права на отримання позик, позик під нерухомість та інших форм фінансового кредиту, а також права брати участь у розважальних заходах, заняттях спортом та усіх аспектах культурного життя.»
Стаття 14 гарантує захисти для сільських жінок з їх особливими проблемами, забезпечуючи право жінок на участь у програмах розвитку, «мати доступ до відповідного медичного обслуговування», «брати участь в усіх видах колективної діяльності», «мати доступ до сільськогосподарських кредитів» і «користуватися належними умовами життя.»
Стаття 15 зобов'язує держав-учасниць гарантувати «рівність жінок з чоловіками перед законом», включаючи «правоздатність, однакову з чоловіками». Крім того, надаються «однакові права чоловікам і жінкам щодо законодавства, яке стосується пересування осіб і свободи вибору місця проживання та місця прописки.»
Стаття 16 забороняє «дискримінацію жінок в усіх питаннях, що стосуються шлюбу та сімейних відносин». Зокрема, вона забезпечує чоловікам і жінкам з «однакові права на вступ у шлюб, однакові права на вільний вибір шлюбно/ї партнер/ки», "однакові права і обов'язки в період шлюбу і після його розірвання, " «однакові права і обов'язки батьків і матерів», «однакові права вільно і відповідально вирішувати питання про кількість і час народження своїх дітей», «однакові особисті права чоловіка та дружини, в тому числі право вибору прізвища, професії і заняття», «однакові права подружжя щодо володіння, придбання, управління, користування та розпорядження майном як безплатно, так і за плату.»
Статті 17 — 24 описують склад і порядок діяльності Комітету CEDAW як ієрархічної структури та правила систематичної процедури взаємин між CEDAW і національним та міжнародним законодавством, а також зобов'язання держав-учасниць вживати всі необхідні заходи для дотримання Конвенції у повній формі.
Статті 25 — 30 (Адміністрація CEDAW). У цих статтях описані загальні адміністративні процедури, що стосуються дотримання Конвенції, ратифікації та внесення застережень від зацікавлених держав.

### Зв'язок з Резолюціями Ради безпеки ООН 1325 і 1820
10-та річниця резолюції 1325 підкреслює використання механізмів CEDAW
10-річчя резолюції 1325 Ради Безпеки ООН щодо жінок, миру і безпеки у жовтні 2010 року відзначила підвищення попиту на звітність з виконання резолюції 1325. Висловлювалось багато стурбованості тим фактом, що лише 22 учасниці зі 192 країн прийняли національні плани дій. Жінки як і раніше недопредставлені, якщо не повністю відсутні, у більшості офіційних мирних переговорів, а сексуальне насильство в мирний час і в умовах конфлікту продовжує зростати.
Ці реалії підкреслили необхідність використовувати зовнішні правові механізми для активізації здійснення резолюції 1325 Ради безпеки, зокрема механізми CEDAW. В якості можливих інструментів забезпечення підзвітності наводились усталені механізми Конвенції — звітність про виконання країнами-учасницями та відслідковування процесів у громадянському суспільстві (civil society shadow reporting process).
Ряд регіональних і міжнародних нарад, у тому числі High Level Seminar «1325 в 2020: погляд у майбутнє… озираючись назад», організований Африканським центром з питань конструктивного вирішення спорів, і Стокгольмська Міжнародна конференція «10 років з 1325 — що тепер?» закликали за використання CEDAW для поліпшення виконання резолюції 1325.
Перетин резолюції 1325 і CEDAW
Хоча CEDAW і резолюції 1325 і 1820 про жінок, мир і безпеку є важливими міжнародним документами самі по собі, існує також взаємозв'язок між трьома стандартами, який може бути використаний для прискорення їх виконання та впливу.
Резолюції 1325 і 1820 розширюють сферу застосування CEDAW шляхом уточнення її актуальності для всіх сторін у конфлікті, в той час як CEDAW містить конкретні стратегічні вказівки на дії, які повинні бути прийняті на загальних зобов'язання, викладених у цих резолюціях.
CEDAW — міжнародний договір у галузі прав людини, який повинен бути інкорпорований в національне законодавство як вищий стандарт прав жінок. Конвенція вимагає від держав-членкинь ООН ратифікували її (на сьогодні 185), щоб встановити механізми для повної реалізації прав жінок.
Резолюція 1325 — міжнародний закон, одноголосно прийнятий Радою Безпеки ООН, який наказує державам-членкиням ООН залучати жінок у всі аспекти побудови миру, у тому числі забезпечення участі жінок на всіх рівнях прийняття рішень з питань миру і безпеки.
Резолюція 1820 пов'язує воєнне сексуальне насильство в якості тактики ведення війни з підтриманням міжнародного миру і безпеки. Вона вимагає всеосяжного рапортування Генерального секретаря ООН про реалізацію та стратегії, спрямовані на поліпшення інформаційного потоку в Раді Безпеки, і прийняття конкретних заходів з захисту і запобіжних заходів для викорінення сексуального насильства.
Резолюції 1325 і 1820 та CEDAW поділяють наступний порядок денний з питань прав жінок та гендерної рівності:
1. Вимога участі жінок у прийнятті рішень на всіх рівнях;
2. Неприйняття насильства проти жінок як такого, що перешкоджає поліпшенню становища жінок і підтримує їх підлегле становище;
3. Рівність жінок і чоловіків перед законом; захист жінок і дівчаток через верховенство закону;
4. Вимога сил та систем безпеки для захисту жінок і дівчаток від насильства за гендерною ознакою (гендерного насильства, gender-based violence);
5. Визнання факту, що особисті переживання / досвіди та труднощі жінок і дівчаток викликані системною дискримінацією;
6. Гарантія включення жіночих досвідів, потреб і перспектив у політичні, правові і соціальні рішення, що визначають досягнення справедливого і міцного миру.

Загальний коментар Комітету CEDAW може посилити захист прав жінок для повного виконання резолюцій 1325 і 1820 на рівні країн та спільнот. І навпаки, актуальність CEDAW для вражених конфліктом районів буде додатково підкреслено двома резолюціями. Іншими словами, всі три міжнародних договори доповнюють один одного і набагато більш ефективні щодо прав людини для жінок, якщо використовуються разом.

## Факультативний протокол
Факультативний протокол до Конвенції про ліквідацію всіх форм дискримінації жінок (Optional Protocol to the Convention on the Elimination of All Forms of Discrimination against Women) є додатковою до Конвенції угодою, яка дозволяє країнам-учасницям визнати компетенцію Комітету з ліквідації дискримінації жінок щодо розслідування скарг приватних осіб.
Факультативний протокол прийнятий Генеральною Асамблеєю ООН 6 жовтня 1999 року і набрав чинності 22 грудня 2000 року. В даний час він має 80 країн-підписанток і 109 країн-учасниць.

## Підписання та ратифікація
Шість держав-членкинь ООН, які ще не ратифікували або не приєдналися до Конвенції: Іран, Палау, Сомалі, Судан, Тонга і США.
Єдина держава, що не входить в ООН, яка не приєдналася до Конвенції, це Святий Престол/Ватикан.
Республіка Китай (Тайвань) в 2007 році також ратифікувала договір в своїх законодавчих органах, але не визнається ООН та є учасницею договору тільки неофіційно.
Останньою державою, що приєдналася до Конвенції, став Південний Судан 30 квітня 2015 року.

### Застереження
Відносно деяких статей Конвенції було введено багато застережень. Деякі застереження не є специфічними для окремих статей Конвенції, а швидше загально обмовляють всі аспекти Конвенції, які могли б порушити принципи країни-учасниці. Наприклад, Мавританія зробила застереження, заявивши, що вона схвалила Конвенцію «в кожній з тих її частин, які не суперечать ісламському шаріату.» Ряд цих застережень, особливо внесених ісламськими державами-учасниками, є предметом запеклих дискусій.
Стаття 28 Конвенції свідчить, що «застереження, несумісні з об'єктом і метою цієї Конвенції, не допускаються». В результаті, багато держав-учасниць ввели заперечення проти застережень інших держав-учасниць. Зокрема, багато скандинавських держав були стурбовані тим, що деякі застереження «підривали цілісність тексту». Протягом подальших років деякі держави зняли свої застереження.
Станом на травень 2015 року, 62 держави-учасниці внесли застереження щодо деяких частин Конвенції. 24 учасниці ввели заперечення проти хоча б одного з цих застережень. Найбільше застережень (39) до статті 29, щодо вирішення спорів і тлумачення Конвенції. Оскільки застереження до статті 29 прямо дозволені в Конвенції, ці застереження були не дуже спірними. Стаття 16 щодо рівності жінок у шлюбі і сімейному житті має 23 застереження. Комітет CEDAW у Загальній рекомендації № 28, зокрема, зазначає, що застереження до статті 2, що стосується загальної недискримінації, є неприпустимими. Однак стаття 2 має 17 застережень.

### Статус виконання

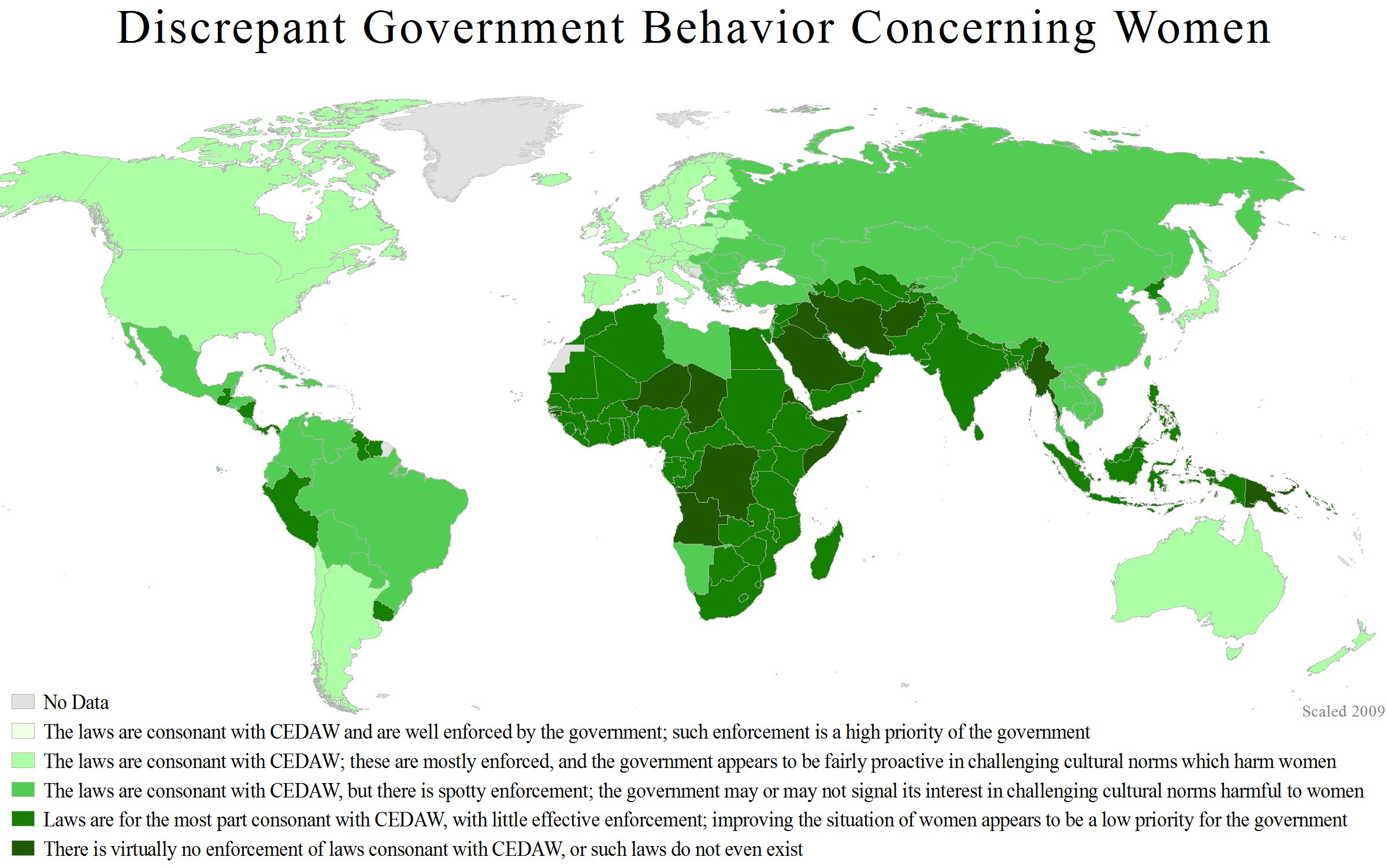
Країни за забезпеченням дотримання CEDAW, 2010 (україномовна легенда при кліку на зображення).

### Контроверсія
Суперечки навколо CEDAW походять з двох протилежних напрямків: соціальні і релігійні консерватори, які стверджують, що CEDAW прагне нав'язати ліберальні, прогресивні, феміністські стандарти країнам, на шкоду традиційним цінностям; і радикальні феміністки, які скептично ставляться до влади чи бажають радикальних перетворень суспільств задля справжнього звільнення жінок, стверджують, що CEDAW дотримується слабкого ліберального фемінізму, як і інші мейнстримні організації.

## Комітет з ліквідації дискримінації жінок
Комітет з ліквідації дискримінації щодо жінок є договірним органом Організації Об'єднаних Націй, який курує Конвенцію (CEDAW). Утворення цього комітету викладене у статті 17 [Архівовано 1 квітня 2011 у WebCite] Конвенції, де також встановлено правила, цілі і порядок діяльності комітету. Комітет сформовано 3 вересня 1981 року після отримання CEDAW 20 ратифікацій, необхідних для набуття нею державної ваги, щоб забезпечити проведення положень Конвенції в країнах, які підписали і погодилися бути пов'язаними нею. За час свого існування комітет провів численні сесії, щоб упевнитись, що правила, викладені в Конвенції, виконуються. За час практики комітет розвивався у зв'язку зі зростанням фокусу на питаннях прав жінок.
Офіційними мовами комітету є англійська, арабська, французька, російська, іспанська, з перекладом будь-якої заява однією з офіційних мов на інші чотири. Спікер/ка, як/а не говорить на одній з офіційних мов, отримує перекладач/ку. Всі офіційні рішення і документи видані комітетом в кожній з офіційних мов. Оригінальні правила процедури не включали арабську в якості офіційної мови, але на другій сесії її включили.
За перші десять років Комітет працював істотно інакше, ніж зараз. Єдиною формою цензури, наданою Комітету Конвенцією, були Загальні Рекомендації та заключні зауваження після звіту. У зв'язку з Глобальною кампанією за права людини для жінок (Global Campaign for Women's Human Rights) в 1991 році Конвенції було приділено більше уваги і Комітет оновлено. Комітет вніс зміни до Конвенції, що дозволили засідати більше разу в рік, і скористався цим, влаштовуючи мінімум дві сесії в рік починаючи з 1997 року. Першопочаткові двотижневі щорічні сесії змінені на півтораденні кілька раз на рік. Крім того, Конвенція отримала нові процедури позову і слідства, що дозволяють Комітету почати розслідування справи, якщо він вважає, що держава грубо порушує статті Конвенції.

### Сесії

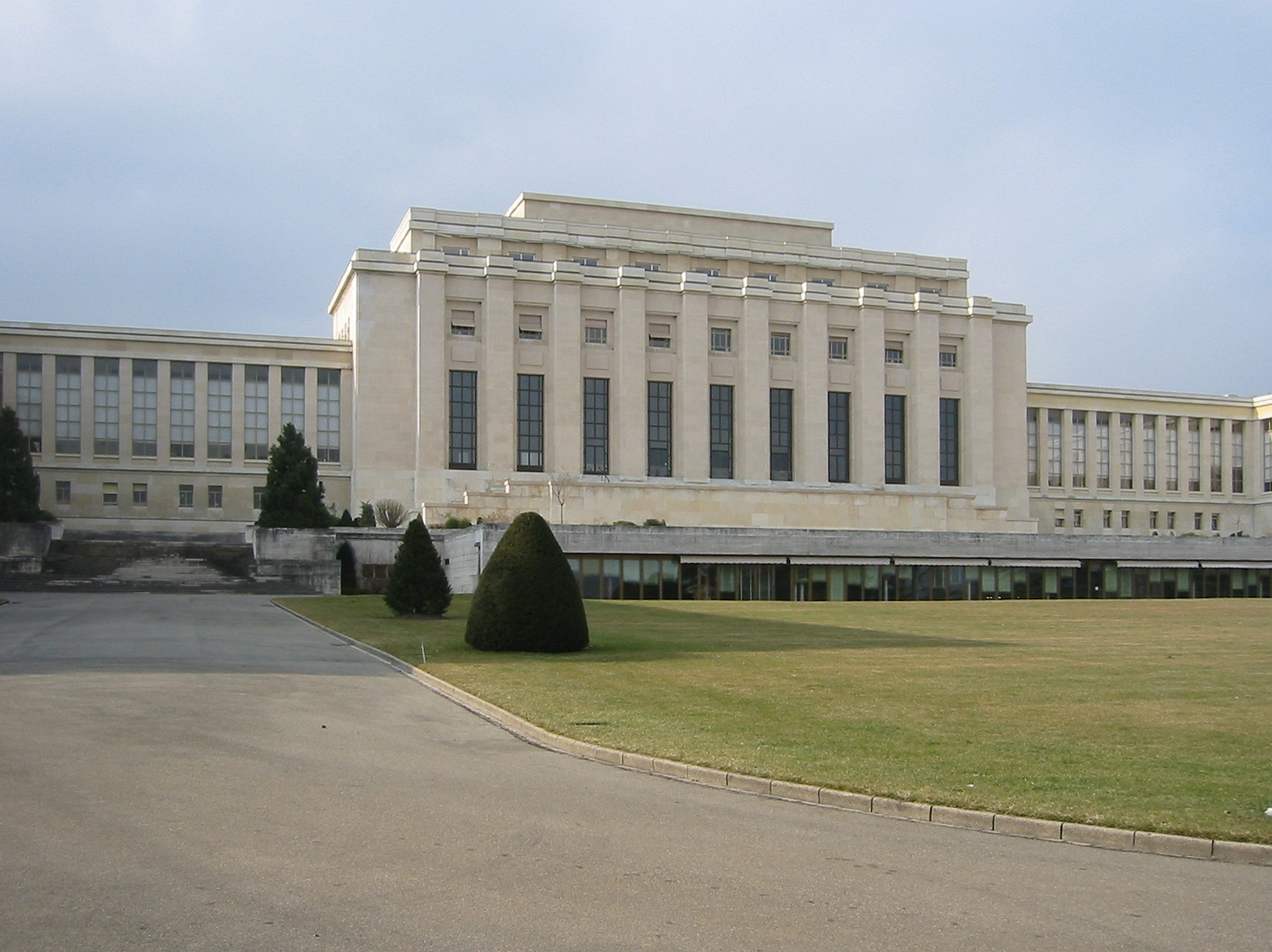
Палац Націй, Женева

Перша чергова сесія комітету пройшла з 18-22 жовтня 1982 року: простою більшістю було обрано перших посадових осіб комітету, з пані L. Ider (Монголія) в якості голови, трьох заступниць голови: M. Caron (Канада), Z. Ilic (Югославія), L. Mukayiranga (Руанда), а також D. P. Bernard (Гаяна) в якості доповідача комітету. В ході сесії комітет одноголосно схвалив прийняття правил процедури, де викладено, коли і де комітет може проводити засідання.

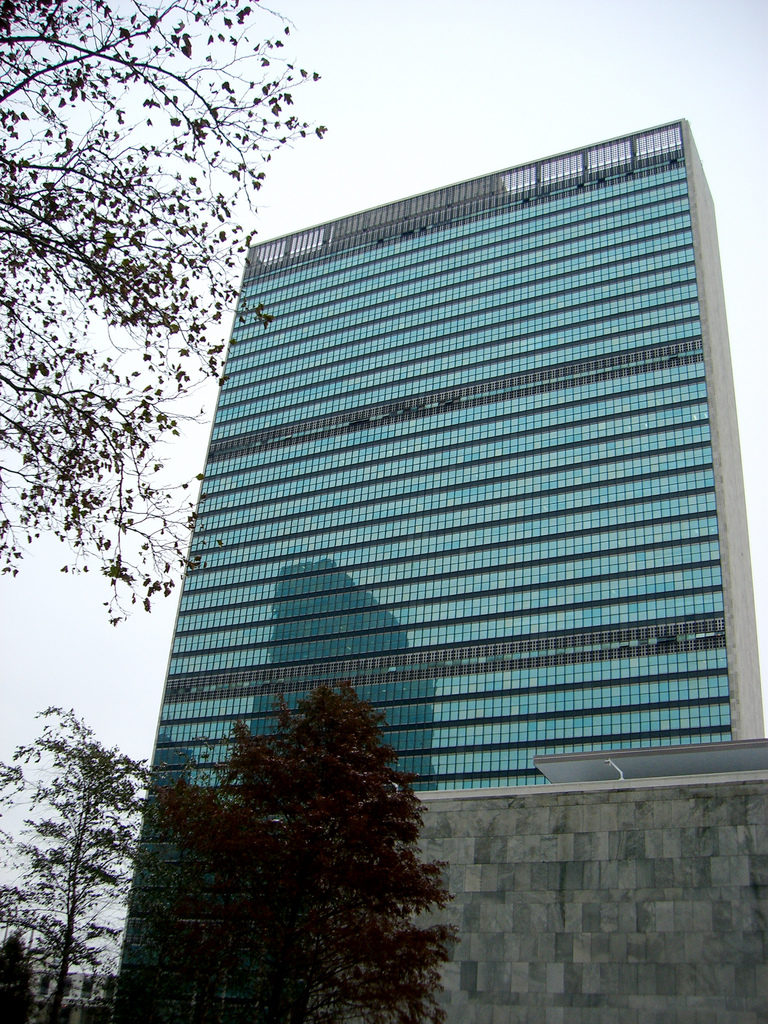
Штаб-квартира ООН, Нью-Йорк

Комітету дозволяється провести стільки зустрічей, скільки необхідно, щоб виконувати свої обов'язки ефективно, з фіксованою кількістю регулярних сесій з представни/цями держав-учасниць і Генеральним секретарем ООН. Крім того, спеціальні сесії можуть проводитися на прохання держави-учасниці або більшості член/кинь комітету. Включно з останньою (1-19 жовтня 2012 року), проведено 53 сесії: перші 39 в штаб-квартирі ООН (Нью-Йорк), з сорокової відбулися також в Палаці Націй (Женева). На кожній черговій сесії комітет заслуховує доповіді від держав-учасниць про дотримання ними CEDAW і реалізацію ідей Конвенції в своїх країнах. Комітет також проводить передсесійні робочі групи для обговорення проблем і питань, які має протягом неї розглянути.

### Звіти
У відповідності зі статтею 18 Конвенції, держави повинні представити Комітету звіти про прогрес у впровадженні Конвенції в рамках своєї держави. Оскільки більшість інформації, з якою працює комітет, надходить з цих звітів, було розроблено керівництва з метою допомогти країнам у підготовці точних і корисних звітів.
- Початковий звіт описує поточну картину дискримінації жінок у державі, адресовану до конкретних статей Конвенції, і включає не більше 100 сторінок. Держави зобов'язані підготувати і представити цей звіт протягом 1 року після ратифікації CEDAW.
- Періодичні звіти деталізують прогрес у дотриманні статей CEDAW, включають не більше 75 сторінок і фокусуються на періоді часу з моменту попереднього звіту. Держави-учасниці, як правило, зобов'язані надавати періодичні звіти кожні 4 роки, але якщо комітет висловлює занепокоєння з приводу становища в державі, він може запитати звіт у будь-який час.

Комітет обирає звіти для розгляду з урахуванням таких факторів, як: скільки часу звіт знаходиться на розгляді, початковий звіт чи періодичний (початкові пріоритетніші), про який регіон звітується. Протягом сесії представляються 8 звітів у присутності представни/ць держав, що звітують. Комітет націлений на конструктивний діалог під час презентацій звіту і цінує тайм-менеджмент з боку доповідач/ок. Через накопичення прострочених звітів комітет закликав держави об'єднати всі їх прострочені доповіді в одному документі, і направляє нагадування державам, які запізнюються зі звітом на 5 років. Конвенція також вимагає щорічного звіту від комітету, який включає його діяльність, зауваження до звітів держав, інформацію щодо Факультативного протоколу Конвенції, а також будь-які інші загальні пропозиції та рекомендації комітету. Цей звіт надається Генеральній Асамблеї ООН через Економічну і соціальну Раду. Всі звіти, плани та інші офіційні документи комітету, включаючи звіти, подані державами, оприлюднюються для населення, якщо інше не визначено комітетом.

### Загальні рекомендації
Поряд з річним звітуванням і консультативною допомогою державам-учасницям, комітет має можливість видавати загальні рекомендації, присвячені баченню комітетом зобов'язань, що випливають з Конвенції. На сьогодні видано 32 таких Рекомендації, останні з них займаються гендерними аспектами статусу біжен/ки, притулку, громадянства та безгромадянства жінок. Рекомендації, прийняті комітетом в його перше десятиліття, були короткими і стосувалися в основному змісту звітів держав та застережень до Конвенції. Починаючи з 1991 року, рекомендації спрямовувались на застосуванні Конвенції керівними державами в конкретних ситуаціях. Формулювання Загальних рекомендацій починається з діалогу між комітетом на теми рекомендацій з різними неурядовими організаціями та іншими органами ООН. Рекомендації готуються член/кинею комітету, обговорюються та допрацьовуються на наступній сесії, і остаточно приймаються на наступній сесії.
- Загальні Рекомендації № 1 (1986), тема: «Керівництва до звітування»[39]
- Загальні Рекомендації № 2 (1987): «Керівництва до звітування.»
- Загальні Рекомендації № 3 (1987): «Освітні програми ти програми публічної інформації.»
- Загальні Рекомендації № 4 (1987): «Застереження».
- Загальні Рекомендації № 5 (1988): «Тимчасові соціальні заходи».
- Загальні Рекомендації № 6 (1988): «Ефективні національні системи та публічність (чи реклама).»
- Загальні Рекомендації № 7 (1988): «Ресурси.»
- Загальні Рекомендації № 8 (1988): «Стаття 8.»
- Загальні Рекомендації № 9 (1989): «Статистичні дані.»
- Загальні Рекомендації № 10 (1989): «Десята річниця прийняття CEDAW.»
- Загальні Рекомендації № 11 (1989): "Техніко-консультаційні послуги для звітування.
- Загальні Рекомендації № 12 (1989): «Насильство проти жінок».
- Загальні Рекомендації № 13 (1989): «Рівна винагорода рівноцінної праці.»
- Загальні Рекомендації № 14 (1990): «Жіноче обрізання».
- Загальні Рекомендації № 15 (1990): «Жінки та СНІД»
- Загальні Рекомендації № 16 (1991): «Неоплачувані працівниці на сільських і міських сімейних підприємствах».
- Загальні Рекомендації № 17 (1991): «Вимірювання та кваліфікація неоплачуваних домашніх занять жінок та вклад їх у ВНП.»
- Загальні Рекомендації № 18 (1991): «жінки з обмеженими можливостями».
- Загальні Рекомендації № 19 (1992): «Насильство проти жінок». Специфічно вказується, що «визначення дискримінації включає гендерне насильство, тобто насильство, спрямоване проти жінки через те, що вона жінка, чи таке, що вражає жінок більше, ніж чоловіків».
- Загальні Рекомендації № 20 (1992): «Застереження».
- Загальні Рекомендації № 21 (1994): «Рівність у шлюбі та сімейних відносинах.»
- Загальні Рекомендації № 22 (1995): «Стаття 20»
- Загальні Рекомендації № 23 (1997): «Жінки у політичному та громадському житті.»
- Загальні Рекомендації № 24 (1999): «Жінки та здоров'я».
- Загальні Рекомендації № 25 (2004): «Тимчасові соціальні заходи/показники (measures)»[40]
- Загальні Рекомендації № 26 (2008): «Трудові мігрантки»[41]
- Загальні Рекомендації № 27 (2010): «Жінки третього віку та захист їхніх прав людини».[42]
- Загальні Рекомендації № 28 (2010): «Основні зобов'язання країн-учасниць Статті 2».[43] Комітет постановив, що застереження до Статті 2 є несумісними з об'єктом та ціллю Конвенції, внаслідок чого є недопустимими до Статті 28. Комітет закликав учасниць відмінити будь-які застереження до Статті 2 у найшвидші строки.
- Загальні Рекомендації № 29 (2013): «Економічні наслідки шлюбу, сімейних відносин та їх розірвання (чи занепаду, dissolution).»[44]
- Загальні Рекомендації № 30 (2013): «Жінки у попередженні конфліктів, конфліктних та постконфліктних ситуаціях».[45] Комітет зобов'язав країн-учасниць підтримувати права жінок до, протягом та після збройних конфліктів, коли вони прямо втягнуті у бої та/або забезпечують підтримання миру, донорську допомогу для попередження конфлікту, гуманітарну участь чи відновлення після конфлікту.[46] Також Комітет зобов'язав країни-ратифікантки до due diligence для гарантування, що недержавні діячі, такі, як збройні угруповання та приватна охорона за контрактом, будуть відповідальними за здочини проти жінок.
- Загальні Рекомендації № 31 (2014), спільні з Комітетом з прав дитини, тема «Шкідливі практики».[47] Комітети вперше об'єдналися для формулювання всеохопної інтерпретації зобов'язань країн-учасниць з запобігання та ліквідації шкідливих практик, що здійснюються над жінками та дівчатками.[48]
- Загальні Рекомендації № 32 (2014): «Пов'язані з гендером (статтю) виміри статусу біженки, притулком, громадянством та безгромадянством жінок.»[49]

### Рекомендації з покращення
Незважаючи на розвиток з початку заснування Комітету, його члени впевнені в існуванні способів, з якими Комітет може краще досягти цілей Конвенції. Однією з основних цілей Комітету є розширення його інформаційної бази, що дозволяє йому більш ефективно справлятися з проблемами, які виникають щодо Конвенції. Комітет уповноважений (у Статті 22) запрошувати спеціалізовані установи ООН, такі як Програма розвитку ООН, для формування звітів стосовно прав жінок з держав в стадії обговорення. Інший спосіб збору інформації — запит звітів від неурядових організацій, що займаються питаннями дискримінації жінок і працюють в країні на стадії обговорення. Це рекомендується для гарантії отримання Комітетом повної, об'єктивної картини справ у країні-звітниці.
Ще одна рекомендація включає тлумачення та уточнення формулювань, що використовуються у Конвенції, щоб зробити документ настільки корисним, наскільки можливо. Третє запропоноване поліпшення підвищує ефективність комітету. Через затримку звітів було висловлено припущення, що державні чиновники, які готують доповіді Комітету, мають бути навчені, щоб зробити всі звіти уніфікованими і легко оброблюваними. Фінальна пропозиція — впровадження права на звернення до Конвенції, що дозволить Комітету чути скарги проти держави від громадян/ок держави і збільшить потужність Комітету і прямий вплив на проблему дискримінації жінок.

### Склад Комітету
В Комітеті працюють 23 особи, описані як експерт/ки за їх досвід і знання у жіночих питаннях. Учасни/ці призначаються національними урядами і обираються таємним голосуванням державами-учасницями Конвенції. Після перемоги на виборах, приймаючи свої обов'язки, вони зачитують текст: «Я урочисто заявляю, що буду виконувати свої обов'язки і здійснювати свої повноваження як член/кині Комітету з ліквідації дискримінації жінок з гідністю, віддано, неупереджено і сумлінно». Штат приходить з широкого кола професій, включаючи медицину, право, дипломатію і педагогіку, надання різних точок зору на комітет через їхню різноманітність. Багато член/кинь Комітету продовжують проводити повний робочий день поза Комітетом та отримують невелику грошову оплату за свою роботу в ньому.
Щоб переконатися, що національність складу Комітету охоплює всі держав, які підписали Конвенцію, люди до комітету обираються відповідно до регіонів, поділених на країни Латинської Америки і Карибського басейну, Африки, Азії, Західної та Східної Європи. Члени Комітету відрізняються від інших договірних органів ООН в тому, що всі вони були жінками з одним лише винятком. У разі, якщо особа не зможе продовжувати працювати в Комітеті до закінчення свого строку, держава, що її номінувала, призначає іншу експертку чи експерта на її місце. Член/кині комітету і експерт/ки також беруть участь у щорічному обіді, організованому Комітетом зі становища жінок (NGO Committee on the Status of Women, Нью-Йорк), де обговорюються ключові питання і вшановуються зусилля Комітету.
Посадові особи Комітету
Керівництво Комітету включає голову, трьох заступни/ць голови і доповідач/ку, що переобираються щодва роки «для виконання принципу ротації». Посадові особи Комітету призначаються іншими член/кинями Комітету, на відміну від рядового складу, який призначається урядом. Всі посадові особи обираються більшістю голосів на дворічний термін з правом на переобрання після його закінчення. В обов'язки голови входить відкриття /закриття зустрічі, направляння дискусії під час сесії, оголошення прийнятих Комітетом рішень, підготовка порядку денного в консультації з генеральним секретарем, призначення член/кинь предсесійної робочої групи та представлення Комітету на засіданнях ООН, в яких Комітет запрошено до участі. У разі, якщо голова не в змозі виконувати будь-які свої обов'язки, вона чи він делегує свою роль одній з трьох віце-голів. Якщо голова не призначає віце-голови до своєї відсутності, то обов'язки бере віце-голова, чиє особисте ім'я (first name) перше в англійському алфавітному порядку. У випадку, якщо член/киня не може продовжувати працювати в Комітеті, з того ж регіону висувається, обирається і приймає посаду нова особа.
З 1982 року участь у комітеті брали 104 експертки та експерти. Повний список.
Станом на червень 2018 року, Комітет складали 22 експертки (включно з посадовими особами) та 1 експерт:
| Ім'я                                                                                      | Країна            | Кінець строку |
| ----------------------------------------------------------------------------------------- | ----------------- | ------------- |
| Ms. Ayse Feride Acar (інфо)                                                               | Туреччина         | 31.12.2018    |
| Ms. Gladys Acosta Vargas (інфо)                                                           | Перу              | 31.12.2018    |
| Ms. Nicole Ameline (інфо)                                                                 | Франція           | 31.12.2020    |
| Ms. Magalys Arocha Dominguez (Віце-голова) (інфо[недоступне посилання з листопадаа 2019]) | Куба              | 31.12.2018    |
| Mr. Gunnar Bergby (інфо [Архівовано 19 січня 2021 у Wayback Machine.])                    | Норвегія          | 31.12.2020    |
| Ms. Marion Bethel (інфо [Архівовано 16 січня 2021 у Wayback Machine.])                    | Багамські острови | 31.12.2020    |
| Ms. Louiza CHALAL (Віце-голова) (інфо)                                                    | Алжир             | 31.12.2018    |
| Ms. Naéla Gabr (інфо)                                                                     | Єгипет            | 31.12.2018    |
| Ms. Hilary Gbedemah (інфо)                                                                | Гана              | 31.12.2020    |
| Ms. Nahla Haidar (інфо)                                                                   | Ліван             | 31.12.2020    |
| Ms. Ruth Halperin-Kaddari (Віце-голова) (інфо)                                            | Ізраїль           | 31.12.2018    |
| Ms. Yoko Hayashi (1)                                                                      | Японія            | 31.12.2018    |
| Ms. Lilian Hofmeister (інфо)                                                              | Австрія           | 31.12.2018    |
| Ms. Ismat Jahan (інфо)                                                                    | Бенгладеш         | 31.12.2018    |
| Ms. Dalia Leinarte (Голова) (інфо [Архівовано 4 березня 2016 у Wayback Machine.])         | Литва             | 31.12.2020    |
| Ms. Rosario G. Manalo (Доповідачка) (інфо [Архівовано 16 січня 2021 у Wayback Machine.])  | Філіппіни         | 31.12.2020    |
| Ms. Lia Nadaraia (інфо)                                                                   | Грузія            | 31.12.2018    |
| Ms. Aruna Devi Narain (інфо)                                                              | Маврикій          | 31.12.2018    |
| Ms. Esther Eghobamien-Mshelia (інфо)                                                      | Нігерія           | 31.12.2020    |
| Ms. Bandana Rana (інфо [Архівовано 1 жовтня 2020 у Wayback Machine.])                     | Непал             | 31.12.2020    |
| Ms. Patricia Schulz (інфо)                                                                | Швейцарія         | 31.12.2018    |
| Ms. Wenyan Song (інфо [Архівовано 16 січня 2021 у Wayback Machine.])                      | Китай             | 31.12.2020    |
| Ms. Aicha Vall Verges (інфо [Архівовано 19 січня 2021 у Wayback Machine.])                | Мавританія        | 31.12.2020    |

## Додаткова література
- The Convention on the Elimination of All Forms of Discrimination against Women and its Optional Protocol: Handbook for Parliamentarians [Архівовано 2 серпня 2010 у Wayback Machine.], Inter-Parliamentary Union 2003
- UN WOMEN «Women, War & Peace»
- UN WOMEN Singapore Committee — Governance, Peace & Security
- UN WOMEN «Violence Against Women»